# Vad vízibivaly
A vad vízibivaly (Bubalus arnee) az emlősök (Mammalia) osztályának párosujjú patások (Artiodactyla) rendjébe, ezen belül a tülkösszarvúak (Bovidae) családjába és a tulokformák (Bovinae) alcsaládjába tartozó faj.

## Rendszertani besorolása
Az évek során a különböző kutatók és szervezetek között - Zoológiai Nevezéktan Nemzetközi Kódexe, Élelmezésügyi és Mezőgazdasági Világszervezet, stb. - számos vita folyt arról, a házi vízibivaly (Bubalus bubalis) és a vad vízibivaly egy fajt alkot-e, vagy manapság külön fajoknak tekinthetők-e. Az őstulok (Bos primigenius) és szarvasmarha (Bos taurus) mintájára, manapság a legtöbben a két bivalyt külön, önálló fajnak tartják, ámbár nem mindenki. Valószínűleg a házi vízibivalynak a vad vízibivaly az őse.

## Előfordulása
A vad vízibivaly egykoron majdnem egész Indiában és Délkelet-Ázsiában előfordult; manapság viszont főleg Asszámba szorult vissza (ahol a világállomány 91%-a él). A Természetvédelmi Világszövetség (IUCN) adatai szerint 1986-ban csak 4000 példánya létezett, de 2010-ben már csak 3400 egyede élt. Vadon csak Indiában, Nepálban, Bhutánban, Thaiföldön és Kambodzsában él. Állítólag még Mianmarban is megtalálható; azonban ehhez nincs bizonyíték. Bangladesből, Laoszból, Vietnámból és Srí Lankából kiirtották. Srí Lanka mai állománya valószínű, hogy visszavadult házi vízibivalyoktól származik.

## Megjelenése
A fej-testhossza 240-300 centiméter, marmagassága 150-190 cm, farokhossza 60-100 cm, testtömege 600-1200 kilogramm; az átlag 900 kg. Mindkét nemnek van szarva. A kifejlett bikák szarvhegye közötti távolság akár 2 méter is lehet. Bőre hamuszürke vagy fekete. Szőrzete közepesen hosszú és ritka; a homlokán egy kis csomó látható belőle. A farokvége bojtos. Patái nagyok és szélesek. Fülei a nagy testéhez képest kicsik. Pofája eléggé keskeny.

## Életmódja
Egyaránt mozoghat nappal és éjjel. A tehenek borjaikkal általában 30 fős csordákba verődnek, de az itatóhelyeknél vagy a jó legelőkön akár 500 egyed is összegyülhet. A fiatal bikák nagyjából 10 fős csordákat alkotnak, míg az idősebbek magányosak. Perjefélékkel és palkafélékkel táplálkozik. Legfőbb ellenségei az emberen kívül, a tigris, a mocsári krokodil (Crocodylus palustris) és az örvös medve.

## Szaporodása
Általában október-november között párosodik, de egyes állományok egész évben szaporodhatnak. A vemhesség 10-11 hónapig tart; ennek végén 1, de néha 2 borjú születik. A tehén csak minden második évben hajlandó szaporodni. A bika 18 hónaposan, míg a tehén 3 évesen válik ivaréretté. Legfeljebb 25 évig él.

## Természetvédelmi helyzete
Valószínűnek tűnik a vad vízibivaly populációjának legalább 50%-os csökkenése az elmúlt három generáció alatt, tekintettel a veszélyek súlyosságára, különösen a hibridizációra; ez a csökkenő trend az előrejelzések szerint a jövőben is folytatódni fog. A legfontosabb fenyegetések a következők:
- a védett területeken és környékén élő elvadult házi vízibivalyokkal való keresztezés;
- vadászat, ami különösen Thaiföldön, Kambodzsában és Mianmarban érinti a fajt;
- az ártéri területek redukálódása a mezőgazdaságra való átállás és a vízenergia-fejlesztés miatt;
- a vizes élőhelyek leromlása az inváziós fajok, például a szárcsavarok és a liánok által;
- haszonállatok által terjesztett betegségek és élősködők;
- a vadon élő vízibivalyok és a haszonállatok közötti versengés a táplálékért és a vízért.

## Fordítás
- Ez a szócikk részben vagy egészben  a   Wild water buffalo című angol Wikipédia-szócikk ezen változatának fordításán alapul.  Az eredeti cikk szerkesztőit annak laptörténete sorolja fel. Ez a jelzés csupán a megfogalmazás eredetét és a szerzői jogokat jelzi, nem szolgál a cikkben szereplő információk forrásmegjelöléseként.https://hu.wikipedia.org/wiki/Wikip%C3%A9dia:Kocsmafal_(kezd%C5%91knek)